# Willem F. Bakker
Willem Frederik Bakker, nach niederländischer Konvention meist abgekürzt Willem F. Bakker oder in der Kurzform Wim Bakker (* 1934 in De Bilt) ist ein niederländischer Byzantinist und Neogräzist und emeritierter Professor für Byzantinistik und Neogräzistik an der Universiteit van Amsterdam.
Bakker hat an der Universität Utrecht Klassische Philologie studiert. 1966 wurde er dort promoviert. 1972 wurde er als Nachfolger von G. H. Blanken zum Inhaber des Lehrstuhls für Byzantinistik und Neogräzistik an der Universiteit van Amsterdam ernannt. 1992 war Bakker Visiting Professor an der Princeton University, seit 1996 ist er Visiting Scholar und Associate am Department of Classics der Harvard University. 1997 wurde Wim Bakker zu Ehren ein Kongress zur gesamten kretischen Literatur in Amsterdam abgehalten.
Forschungsschwerpunkte waren zunächst die historische griechische Sprachwissenschaft, später die Editionsphilologie im Bereich der byzantinischen und frühneuzeitlichen Literatur, insbesondere der kretischen Renaissanceliteratur. Neben der Beschäftigung mit dem Erotokritos legte er in 25-jähriger Zusammenarbeit mit Arnold F. van Gemert kritische Editionen des kretischen Bibeldramas Η Θυσία του Αβραάμ (deutsch: Das Opfer des Abraham), der Ιστορία του Βελισαρίου, der Legende von dem oströmischen General Belisarios, einer anonym überlieferten Klage auf die Gottesmutter und der im Kloster von Amari angelegten Notarsakten des Manolis Varouchas sowie von drei der fünf Gedichte des Marinos Phalieros vor, eines von zwei gleichnamigen Angehörigen des kretischen Zweigs der venezianischen Familie der Falier, welcher auch der ebenfalls gleichnamige, hingerichtete 55. Doge Marino Falier angehört hatte (eine Klage über die Leiden und die Kreuzigung Jesu, religiöse λόγοι διδακτικοί „Lehrreden“ und eine Ρίμα παρηγορητική „Trostgedicht in Reimen“).

## Schriften
- (Hrsg., mit Arnold F. van Gemert): Θρήνος εις τα πάθη και την σταύρωσιν του Κυρίου και Θεού και Σωτήρος ημών Ιησού Χριστού, ποιηθείς παρά του ευγενεστάτου άρχοντος κυρού Μαρίνου του Φαλιέρου. Κριτική έκδοση. Hērakleio: Panepistēmiakes ekdoseis Krētēs, 2002, ISBN 960-524-149-8. Rezension von: Walter Puchner, in: Südost-Forschungen 64–65 (2004–2005) 667–669.
- (Hrsg., mit Arnold F. van Gemert): Η Θυσία του Αβραάμ. Κριτική έκδοση. Herakleion: Panepistemiakes Ekdoseis Kretes, 1995, ISBN 960-7309-96-0.
- (Hrsg.): Θρήνος της υπεραγίας Θεοτόκου λεγόμενος τη αγία και μεγάλη Παρασκευή. Κριτική έκδοση. Athen: Morphotiko Idryma Ethnikes Trapezes, 1988 (Βυζαντινή και Νεοελληνική Βιβλιοθήκη, 8), ISBN 960-250-302-5.
- (Hrsg., mit Arnold F. van Gemert): Ιστορία του Βελισαρίου. Κριτική έκδοση των τεσσάρων διασκευών με εισαγωγή, σχόλια και γλωσσάριο. Athen: Morphotiko Idryma Ethnikes Trapezes, 1988 (Βυζαντινή και Νεοελληνική Βιβλιοθήκη, 6).
- (Hrsg., mit Arnold F. van Gemert): Μανόλης Βαρούχας: Νοταριακές πράξεις, Μοναστηράκι Αμαρίου (1597–1613). Rethymno: Panepistemio Kretes, 1987.
- The Sacrifice of Abraham: the Cretan Biblical Drama Η Θυσία του Αβραάμ and Western European and Greek Tradition. Centre for Byzantine Studies, University of Birmingham, 1978.
- (mit Arnold F. van Gemert): The Λόγοι διδακτικοί of Marinos Phalieros. A critical edition with introduction, notes, and index verborum. Leiden: Brill, 1977 (Byzantina Neerlandica, 7), ISBN 90-04-04856-1, online.
- Pronomen Abundans and Pronomen Coniunctum: A Contribution to the History of the Resumptive Pronoun within the Relative Clause in Greek. Amsterdam: North-Holl. Publ., 1974 (Verh. d. Kon. Akademie v. Wetenschappen, Afd. Letterkunde, N.R. 82), ISBN 0-7204-8248-8.
- (Hrsg., mit Arnold F. van Gemert): The Ρίμα παρηγορητική of Marinos Phalieros. A critical edition with introduction, notes, and index verborum, in: W. F. Bakker, A. F. van Gemert, W. J. Aerts (Hrsg.): Studia Byzantina et Neohellenica Neerlandica. Leiden: Brill, 1972 (Byzantina Neerlandica, 3), ISBN 90-04-03552-4, Ss.74–198, online
- The Greek Imperative: An Investigation into the Aspectual Differences between the Present and Aorist Imperatives in Greek Prayer from Homer up to the Present Day. Amsterdam: A.M. Hakkert, 1966.